# Cohen Stadium

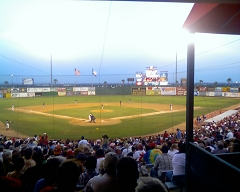
Imagen del campo por dentro.

El Cohen Stadium es un estadio de béisbol que está localizado en la ciudad de El Paso, Texas, Estados Unidos. Albergó béisbol de la Liga de Texas de 1990 a 2004. El estadio fue casa del equipo El Paso Diablos durante la década de los 90 y principios del nuevo milenio. El estadio albergó la quincuagésima novena y sexagésima quinta  edición del juego de estrellas de la Liga Mexicana de Béisbol en 1995 y 2000, en partidos entre las selecciones de la Liga Mexicana de Béisbol y la Liga de Texas.